# كيتي تايلور
كيتي تايلور (بالإنجليزية: Katy Taylor)‏ هي متزلجة فنية أمريكية، ولدت في 22 أكتوبر 1989 في هيوستن في الولايات المتحدة.

## وصلات خارجية
- كيتي تايلور على موقع الاتحاد الدولي للتزلج (الإنجليزية)